# Zeemuis
De zeemuis of fluwelen zeemuis (Aphrodita aculeata) is een in zee levende worm uit de klasse van de borstelwormen (Polychaeta).

## Kenmerken
De zeemuis is een borstelworm, die ongeveer 7,5 tot 20 cm lang wordt, een enkele maal langer, tot 30 cm. Het lichaam is stevig en bol, bedekt met grijsbruine harige uitsteeksels, die aan een muizenvacht doen denken. De wetenschappelijke naam is afgeleid van Aphrodite, Griekse godin van de liefde en seksualiteit. De buikzijde van het dier doet namelijk denken aan het menselijke vrouwelijke geslachtsorgaan. De setae, parapode of borstels van de zeemuis geven een rode gloed af, die dient om roofdieren af te schrikken. Bij licht van boven zien de dieren er groen of blauw uit. De setae bestaan uit miljoenen submicroscopische fotonische kristallen die, net als opaal, reageren op invallend licht.

## Voorkomen en voedsel
De soort komt hoofdzakelijk voor op modderige zeebodems tot zo'n 1000 meter diep, in de Atlantische Oceaan, Het Kanaal, de Oostzee, de Noordzee en de Middellandse Zee. Met behulp van zijn parapode kan de soort vrij rond bewegen. De zeemuis is een carnivoor, die vooral andere soorten borstelwormen eet. Sommige soorten op zijn menu zijn groter dan hijzelf.

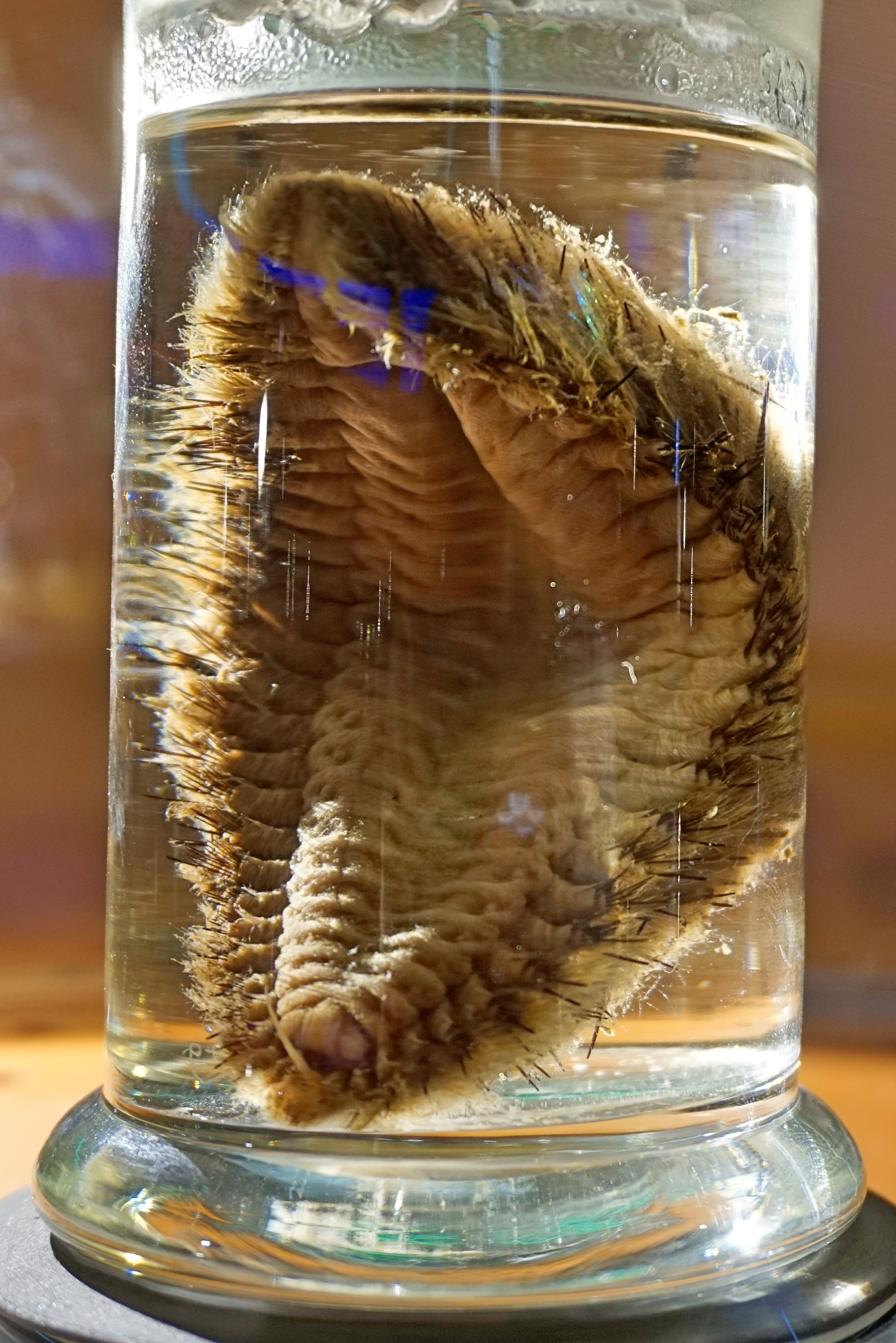
Zeemuis op sterkwater